# TAB-77
Der TAB-77 ist ein 8×8-Schützenpanzerwagen (Originalbezeichnung Transportorul Amfibiu Blindat model 1977, deutsche Übersetzung: Amphibischer Panzerwagen Modell 1977) aus rumänischer Produktion, der vom Fahrzeughersteller Automecanica Moreni von 1978 bis 1990 von Automecanica Moreni produziert wurde. Nachfolger des TAB-77 wurde der B33 Zimbru.

## Entwicklung
Der Radpanzer wurde als verbessertes Folgemodell des TAB-71M entwickelt. Der TAB-77 basiert in weiten Teilen auf den sowjetischen BTR-70, der vom rumänischen Rüstungsbetrieb ROMARM (damals RATMIL) in Lizenz hergestellt wurde. Im Vergleich zum sowjetischen Modell wurde der TAB-77 mit zwei 132-PS-Dieselmotoren des Typs 797-05M1 vom französischen Hersteller Saviem ausgestattet und die Abmessungen änderten sich, was eine höhere Masse zur Folge hatte. Über 1000 Fahrzeuge wurden im Werk Automecanica Moreni fabriziert, vor allem für die Nationale Volksarmee der DDR, die ihn als SPW-70 führte.

## Varianten
- TAB-77A R-1451/M und TAB-77A R-1452: Führungsfahrzeug.[4]
- TAB-77A PCOMA : Artilleriebeobachtungspanzer.[5]
- TERA-77L: Bergefahrzeug mit Räumschild und einem hydraulischen Kran.
- TABC-79: Verkürzte 4×4-Version mit dem gleichen Turm.

## Nutzer
- Deutsche Demokratische Republik: Als Schützenpanzerwagen 70 (kurz SPW 70) in der NVA von 1979 bis 1990 (auch „Gerät 4905“) eingesetzt. Insgesamt wurden 1266 Stück, mit russischen 120-PS-Benzin-Motoren ausgestattet, geliefert.[6] Die SPW 70 wurden nach der Wiedervereinigung verschrottet oder an Drittländer abgegeben.[7]
  - die Sonderausführung SPW 70Ch war ein Prototyp für ein Aufklärungsfahrzeug zum Aufspüren chemischer Kampfstoffe und ionisierender Strahlung.[7][7]
  - SPW 70 W – wie rumänischer TAB-77, geplant, aber nicht mehr umgesetzt.[7]
  - SPW 70 S – Stabsfahrzeug mit zwei zusätzlichen Funkgeräten
  - SPW 70 SL – Stabsfahrzeug für die Koordination mit Luftstreitkräften, mit zusätzlichem Funkgerät und Antenne
- Rumänien: 167 Exemplare sollen noch in den Beständen der rumänischen Streitkräften sein.[8] Im Rahmen der SFOR-NATO-Schutztruppe für Bosnien und Herzegowina[9] und des IFOR-Einsatzes in Afghanistan wurde der Radpanzer eingesetzt.
- Volksrepublik China: Im Jahr 1984 importierte die VR China einen TAB-77, eine Beschaffung erfolgte allerdings nicht.[10]
- Libyen: 1986 erfolgte eine Lieferung von fünf TERA-77L-Bergefahrzeugen.